# Hjorten (byggnad)
Hjorten är ett jugendhus i Åbo planerat av Frithiof Strandell. Huset är beläget i distrikt II i Vårdbergsparken vid korsningen av Kaskisgatan och Svartmunkegränd. Fastighetsaktiebolaget Hjorten AB grundades i april år 1903 och ritningarna godkändes den 20 maj samma år av länsbyggnadskontoret. Huset blev klart sommaren 1904. Redan innan Hjorten blivit färdig planerades en till byggnad med fasad mot Kaskisgatan. Dessa planer förverkligades år 1907.

## Uppkomst
Fastighetsaktiebolaget Hjorten AB grundades den 7 april 1903. Bland bolagets grundare fanns till exempel förmannen för Åbos lotsverk Axel J. Andstén, fröken Maria Procopé, Axel Wiklund och arkitekten Frithiof Strandell själv. Tomten II/5-Kaskisgatan 4a köptes av Maria Procopé och då Frithiof Strandell själv var en av aktieägarna var han den självklara arkitekten för bygget. Ritningarna till bygget inspirerades av byggnader i Åbo, dels Åbo slott och dels några sommarvillor på ön Runsala. Det L-formade huset byggdes med fasader mot Vårdbergsparken, Svartmunkegränd och Kaskisgatan. Huset byggdes med två trappuppgångar (båda riktade mot Svartmunkegränden) och nio lägenheter, varav tre i flygeln mot parken och sex mindre mot Svartmunkegränd.

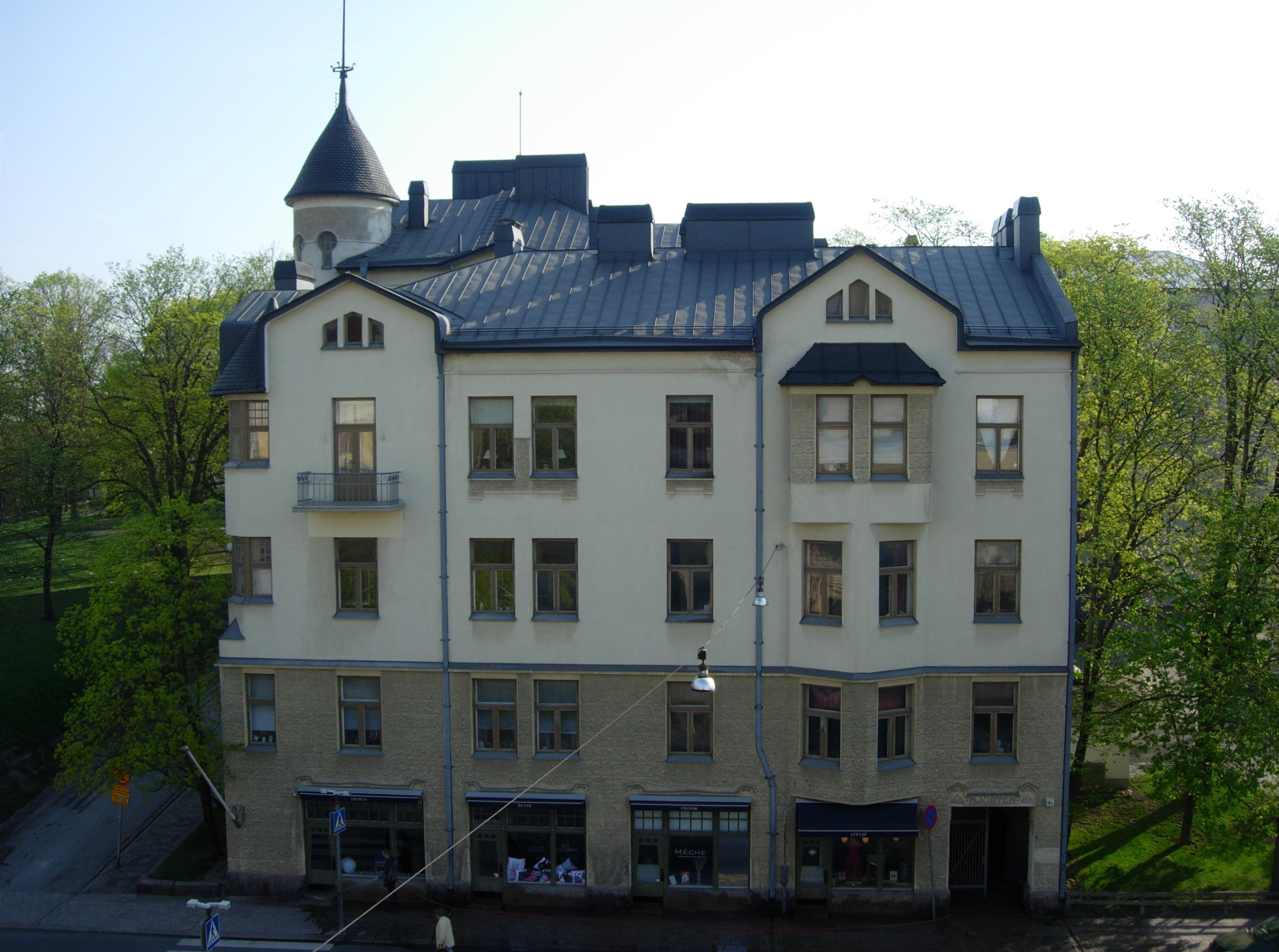
Tillbyggnaden Kalven i maj 2008.

## Karaktär
Byggnaden, som uppfördes i början av jugendperioden skiljer sig till stor del från Strandells senare jugendslott på grund av sitt detaljerade och smäckra slottsliknande utseende. Fasaderna innehåller många utskjutande burspråk, torn och spiror av olika slag som tillsammans med de variationsrika fönstren ger huset dess unika karaktär. Bostäderna var planerade för borgerskapet. I lägenheternas rumsdispositioner finns klara avgränsningar mellan tjänstefolkets och värdfolkets utrymmen.